# Congrès d'Aix-la-Chapelle (1748)
Pour l’article homonyme, voir Congrès d'Aix-la-Chapelle (1818).

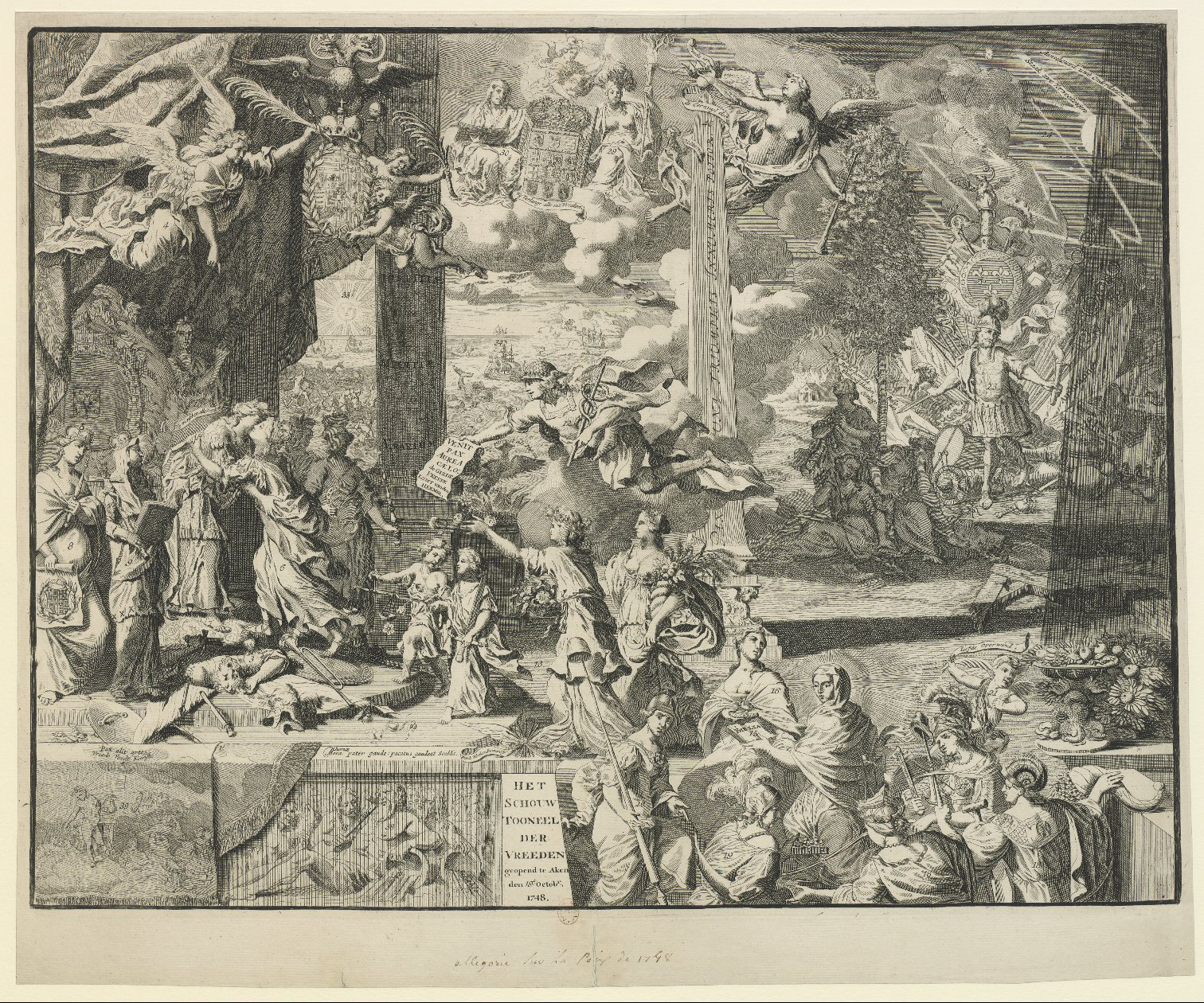
Allégorie sur la paix d'Aix-la-Chapelle en 1748.

Le congrès d'Aix-la-Chapelle de 1748 est une réunion de diplomates de plusieurs pays européens réunis dans le cadre de la liquidation des différends issus de la guerre de Succession d'Autriche. Il aboutira à la signature de plusieurs textes internationaux, dont l'instrument principal est un traité définitif de paix, appelé le traité d'Aix-la-Chapelle.
Toutes les puissances belligérantes ayant pris part à la guerre y envoyèrent leurs ministres depuis le mois de mars 1748, trois pays ont envoyé des ministres plénipotentiaires ordinaires et d'autres des ministres extraordinaires.

## Les participants à la conférence
Au nom de la France, le plénipotentiaire était Alphonse-Marie-Louis, comte de Saint-Séverin d'Arragon, et le chef de bureau aux affaires étrangères La Porte du Theil ; la Grande-Bretagne envoya le comte de Sandwich et le chevalier Thomas Robinson ; les Provinces-Unies le comte Willem Bentinck. Les autres participants y envoyèrent des plénipotentiaires extraordinaires.

## Des négociations politiques et l'art de la guerre
La première conférence générale des ministres eut lieu le 28 avril 1748. La France victorieuse par terre offrait la restitution de toutes ses conquêtes. Néanmoins, la guerre continuait dans les Provinces-Unies et le siège de Maastricht commença le 13 avril de la même année.
La seconde conférence des ministres aboutit le 30 avril 1748, au terme d'une conférence secrète, à signer des articles préliminaires, proposés ultérieurement à l'acceptation des autres puissances belligérantes. Deux articles séparés et secrets sont signés, l'un d'entre eux convient d'une « suspension d'armes » dans les Pays-Bas, à l'exception de Maastricht. Malgré les protestations du comte de Kaunitz-Rittberg, au nom de l'impératrice-reine Marie-Thérèse, ce ministre accepta les préliminaires le 31 mai.

## Le traité final
La convention d'Aix-la-Chapelle du 2 août 1748, appelée également « paix d'Aix-la-Chapelle », prévoit que les troupes russes arrivées en Franconie, actuellement en marche pour se rendre, par l'Allemagne, dans les Pays-Bas, serait renvoyées en Russie.
Le traité fut signé le 18 octobre 1748 par la France, la Grande-Bretagne et les Provinces-Unies, et les autres parties y accédèrent ultérieurement et firent ratifier le traité.